# アーネンエルベの一日
『ALL AROUND TYPE-MOON 〜アーネンエルベの一日〜』は、TYPE-MOONより発売されたドラマCDである。脚本は奈須きのこ。略称はAATM。

## 概要
『アーネンエルベの一日』は2007年8月17日から19日まで開催されたコミックマーケット72において、TYPE-MOONより発売されたドラマCDである。CD3枚組で収録時間は約150分。16ページフルカラーブックレットは武内崇書き下ろしのキャラ紹介付きである。C72特別価格は税込3500円。なお、期間限定ではあるが通販での購入が可能となっていた。
TYPE-MOONが今まで発表してきた8作品から、人外を含む28人に及ぶキャラクターが夢の競演を果たすという触れ込みで、同人時代の『月姫』、『空の境界』から商業作品の『Fate』に至るまで全作品を網羅した。
作品の舞台となるアーネンエルベは、『空の境界』で初登場を果たした喫茶店で、『空の境界』と『月姫』の世界が同一のものであることを示唆した場所ではあるが、今まで両作品でのクロスオーバーを果たしたことはなかった。今回、これら2作品だけにとどまらず、一気に8作品を巻き込んだ作品として登場した。なお「アーネンエルベ」（Ahnenerbe）とはドイツ語で『遺産』の意味。
なお、キャストの一人であり、TYPE-MOONの面々に愛されている中田譲治はこの作品で一人六役（ネロ、荒耶、言峰、ネコカオス、ナレーター、本作が初出のジョージ店長）を担当している。『月姫』の登場キャラクターたちは、『真月譚 月姫』のキャストではなく、『MELTY BLOOD』のキャストが担当しており、以後の関連作品・イベントでの公式声優として定着していく。また、『Fate/hollow ataraxia』のカレン、ステンノ、エウリュアレには今回初めて声優が付いた。小清水亜美、浪川大輔は本作で初めてTYPE-MOON関連作品に参加。
後にBすけによるコミカライズ作品がTYPE-MOONエース誌上で掲載され、以降も不定期で続編が執筆されている。これらの作品は後に『AATM』シリーズとして単行本が発刊されている。またWEBサイト「まほうつかいの箱」では四コマ漫画作品として『AATMM』も連載されている。

## 登場人物
各キャラクターの詳細は、出典が示す作品項目を参照のこと。
| 名前                           | 声の出演      | 作品出典                         |
| ------------------------------ | ------------- | -------------------------------- |
| アルクェイド・ブリュンスタッド | 柚木涼香      | 『月姫』                         |
| 遠野志貴                       | 野島健児      | 『月姫』                         |
| シエル                         | 佐久間紅美    | 『月姫』                         |
| 遠野秋葉                       | ひと美        | 『月姫』                         |
| 翡翠                           | 松来未祐      | 『月姫』                         |
| 琥珀                           | 高野直子      | 『月姫』                         |
| ネロ・カオス                   | 中田譲治      | 『月姫』                         |
| ネコアルク                     | 柚木涼香 ほか | 『教えて知得留先生』             |
| 七夜志貴                       | 野島健児      | 『歌月十夜』                     |
| 白レン                         | 水橋かおり    | 『MELTY BLOOD Re・ACT』          |
| ネコアルク・カオス             | 中田譲治      | 『MELTY BLOOD Act Cadenza』      |
| セイバー                       | 川澄綾子      | 『Fate/stay night』              |
| 遠坂凛                         | 植田佳奈      | 『Fate/stay night』              |
| 間桐桜                         | 下屋則子      | 『Fate/stay night』              |
| ライダー                       | 浅川悠        | 『Fate/stay night』              |
| 氷室鐘                         | 中川里江      | 『Fate/stay night』              |
| 薪寺楓                         | 結本ミチル    | 『Fate/stay night』              |
| 三枝由紀香                     | 中尾衣里      | 『Fate/stay night』              |
| カレン・オルテンシア           | 小清水亜美    | 『Fate/hollow ataraxia』         |
| ステンノ                       | 浅川悠        | 『Fate/hollow ataraxia』         |
| エウリュアレ                   | 浅川悠        | 『Fate/hollow ataraxia』         |
| 言峰綺礼                       | 中田譲治      | 『Fate/Zero』                    |
| ウェイバー・ベルベット         | 浪川大輔      | 『Fate/Zero』                    |
| きれいな蒔寺                   | 結本ミチル    | 『とびだせ！トラぶる花札道中記』 |
| ヘンな氷室                     | 中川里江      | 『とびだせ！トラぶる花札道中記』 |
| わるい由紀香                   | 中尾衣里      | 『とびだせ！トラぶる花札道中記』 |
| 両儀式                         | 坂本真綾      | 『空の境界』                     |
| 荒耶宗蓮                       | 中田譲治      | 『空の境界』                     |
| ジョージ                       | 中田譲治      | 『まほうつかいの箱』             |

### 漫画版の登場人物
| 『月姫』 - 弓塚さつき 『幻視同盟』 - 瀬尾晶 『歌月十夜』 - レン 『MELTY BLOOD』 - シオン・エルトナム・アトラシア - 有間都古 | 『Fate/stay night』 - ランサー - ギルガメッシュ - 藤村大河 - イリヤスフィール・フォン・アインツベルン - アーチャー - 葛木宗一郎 - キャスター - 衛宮士郎 - 間桐慎二 - 柳洞一成 - リーゼリット - バーサーカー - セラ | 『Fate/hollow ataraxia』 - バゼット・フラガ・マクレミッツ - マジカルルビー - ルヴィアゼリッタ・エーデルフェルト - アヴェンジャー 『Fate/Zero』 - 衛宮切嗣 『Fate/kaleid liner プリズマ☆イリヤ』 - 美遊・エーデルフェルト - マジカルサファイア 『フェイト/タイガーころしあむ』 - マジカルアンバー | 『Fate/EXTRA』 - 赤セイバー - ラニ＝Ⅷ - 岸波白野（女） - キャスター（狐） - 赤鎧のバーサーカー - 緑衣のアーチャー - ライダー - アサシン | 『空の境界』 - 黒桐鮮花 - 蒼崎橙子 - 黒桐幹也 『魔法使いの夜』 - 蒼崎青子 - 久遠寺有珠 『まほうつかいの箱』 - 桂木千鍵 - 日比乃ひびき |

## スタッフ
- 脚本 - 奈須きのこ
- 演出 - 高富宏臣（WAYUTA）
- 収録ディレクター - 榎本覚（WAYUTA）
- ナレーター - 中田譲治

## 漫画作品
原作：TYPE-MOON　漫画：Bすけ
- 『AATM〜アーネンエルベの日常〜』ISBN 978-4047153554（2010年1月9日発売）
- 『AATM〜アーネンエルベ狂詩曲〜』ISBN 978-4041203989（2012年9月26日発売）